# Rubrouck
Pour les articles homonymes, voir Ruysbroeck.
Rubrouck (Rubroek en néerlandais) est une commune française située dans le département du Nord, en région Hauts-de-France.

## Géographie

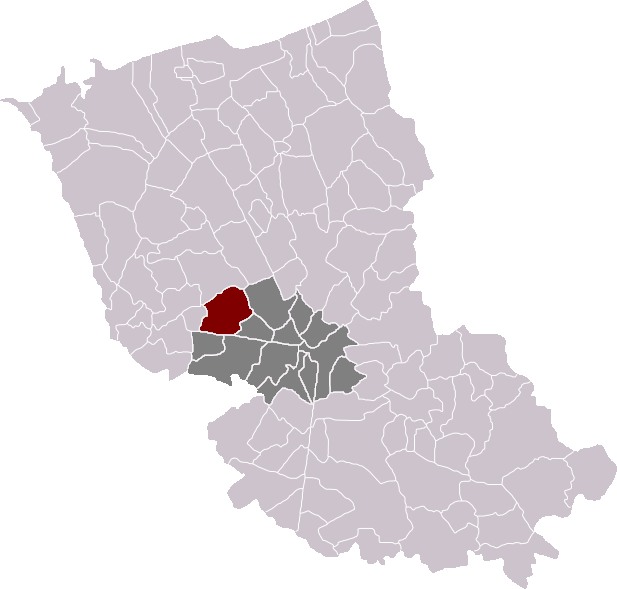
Rubrouck dans son canton et son arrondissement.

| Volckerinckhove | Bollezeele |            |
| Broxeele        | Rubrouck   | Arnèke     |
| Buysscheure     | Noordpeene | Ochtezeele |

### Hydrographie

#### Réseau hydrographique
La commune est située dans le bassin Artois-Picardie. Elle est drainée par l'Yser, le Cray Hill Becque, la Poel Becque, la Becque Séparative, la Pis Becque, la Roesten Helts Becque et la steenaert Becque,,.
L'Yser est un cours d'eau transfrontalier franco-belge, d'une longueur de 70 km en France, prend sa source dans la commune de Buysscheure. Il s'écoule vers la Mer du Nord, en traversant les Flandres française et belge, et s'y jette à Nieuport en Belgique, dans un estuaire très artificialisé. 

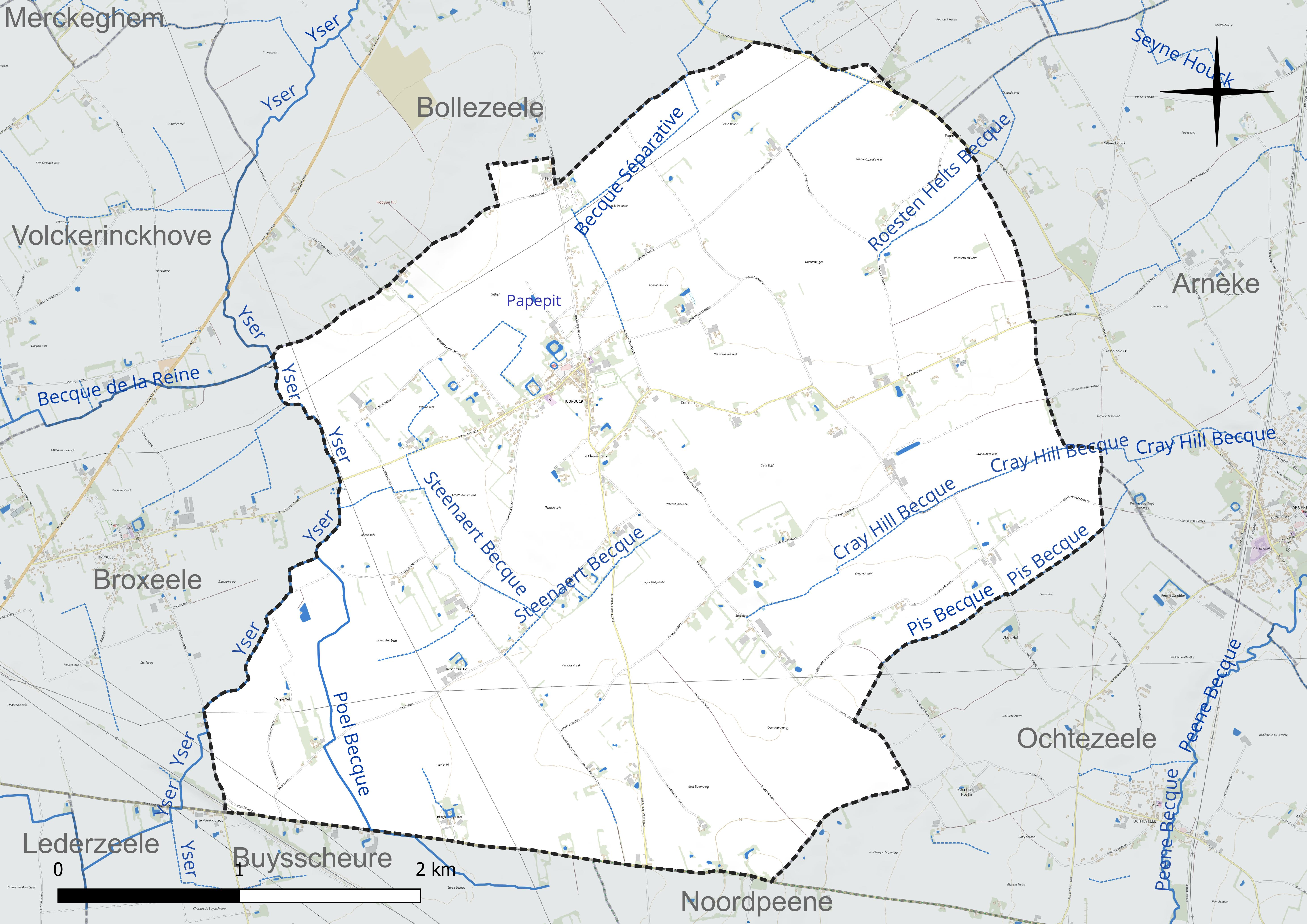
Réseau hydrographique de Rubrouck.

Un plan d'eau complète le réseau hydrographique : Papepit (0,1 ha),.

#### Gestion et qualité des eaux
Le territoire communal est couvert par le schéma d'aménagement et de gestion des eaux (SAGE) « Yser ». Ce document de planification concerne un territoire de 381 km2 de superficie, délimité par le bassin versant de l'Yser en France. Le périmètre a été arrêté le 8 novembre 2005 et le SAGE proprement dit a été approuvé le 30 novembre 2016. La structure porteuse de l'élaboration et de la mise en œuvre est l'Union syndicale d'aménagement hydraulique du Nord (USAN). 
La qualité des cours d'eau peut être consultée sur un site dédié géré par les agences de l'eau et l'Agence française pour la biodiversité. 

### Climat
Pour des articles plus généraux, voir Climat des Hauts-de-France et Climat du Nord.
En 2010, le climat de la commune est de type climat océanique altéré, selon une étude du CNRS s'appuyant sur une série de données couvrant la période 1971-2000. En 2020, Météo-France publie une typologie des climats de la France métropolitaine dans laquelle la commune est exposée à un climat océanique et est dans la région climatique  Côtes de la Manche orientale, caractérisée par un faible ensoleillement (1 550 h/an) ; forte humidité de l'air (plus de 20 h/jour avec humidité relative > 80 % en hiver), vents forts fréquents.
Pour la période 1971-2000, la température annuelle moyenne est de 10,5 °C, avec une amplitude thermique annuelle de 13,6 °C. Le cumul annuel moyen de précipitations est de 786 mm, avec 12,3 jours de précipitations en janvier et 8,2 jours en juillet. Pour la période 1991-2020, la température moyenne annuelle observée sur la station météorologique la plus proche, située sur la commune de Watten à 10 km à vol d'oiseau, est de 11,3 °C et le cumul annuel moyen de précipitations est de 822,8 mm,. Pour l'avenir, les paramètres climatiques de la commune estimés pour 2050 selon différents scénarios d'émission de gaz à effet de serre sont consultables sur un site dédié publié par Météo-France en novembre 2022.

## Urbanisme

### Typologie
Au 1er janvier 2024, Rubrouck est catégorisée commune rurale à habitat dispersé, selon la nouvelle grille communale de densité à sept niveaux définie par l'Insee en 2022.
Elle est située hors unité urbaine. Par ailleurs la commune fait partie de l'aire d'attraction de Dunkerque, dont elle est une commune de la couronne,. Cette aire, qui regroupe 66 communes, est catégorisée dans les aires de 200 000 à moins de 700 000 habitants,.

### Occupation des sols
L'occupation des sols de la commune, telle qu'elle ressort de la base de données européenne d'occupation biophysique des sols Corine Land Cover (CLC), est marquée par l'importance des territoires agricoles (98,3 % en 2018), une proportion identique à celle de 1990 (98,3 %). La répartition détaillée en 2018 est la suivante : 
terres arables (98,3 %), zones urbanisées (1,7 %). L'évolution de l'occupation des sols de la commune et de ses infrastructures peut être observée sur les différentes représentations cartographiques du territoire : la carte de Cassini (XVIIIe siècle), la carte d'état-major (1820-1866) et les cartes ou photos aériennes de l'IGN pour la période actuelle (1950 à aujourd'hui).

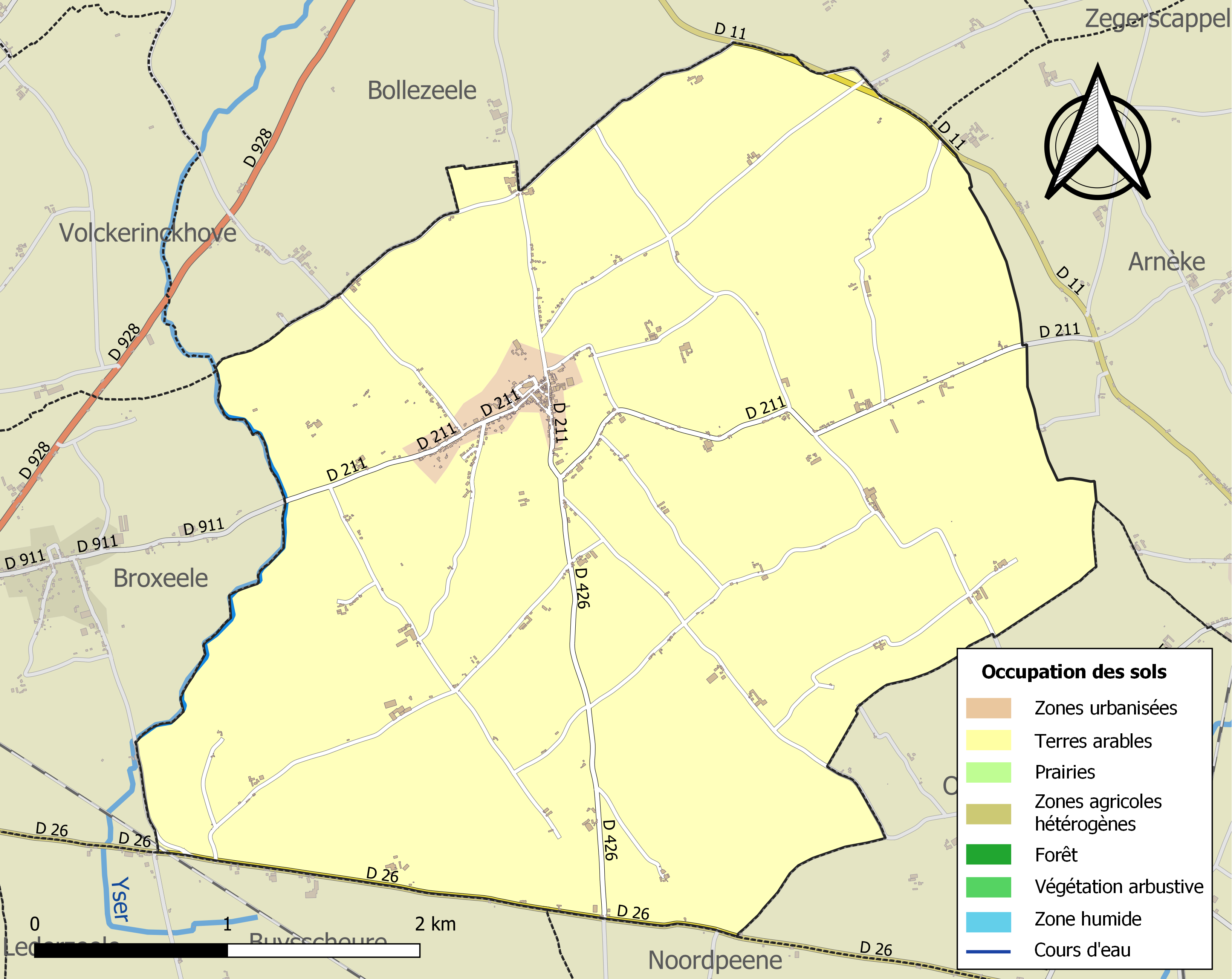
Carte des infrastructures et de l'occupation des sols de la commune en 2018 (CLC).

## Toponymie
Rubroch (1104), Rubruch (1113), Rubruc (1139), Rubroc (1183, 1194, 1203), Rosbruc (1168-91), Rubroec (1215), Rubruec (1218), Rubruech (1221).
Le nom proviendrait du germanique rūha- (rugueux, couvert de broussailles) et de brōka- (marais).

## Histoire

### Moyen Âge
Rubrouck est connu du fait de Guillaume de Rubrouck, moine franciscain (ordre des Frères mineurs), proche du roi Louis IX (Saint-Louis), qui s'est rendu en Asie plus précisément en Mongolie, au XIIIe siècle avant le célèbre Marco Polo.
En 1190, Philippe d'Alsace, comte de Flandre, autorise l'abbaye de Watten à accepter de Thierri de Rubrouck et de ses héritiers des redevances annuelles en froment, avoine et quatre sous, provenant de l'épier (ou espier, terres cultivées en grains) de Saint-Omer.
En 1218, Adam, évêque des Morins (évêque de Thérouanne), et le prévôt de Saint-Omer, chargés de statuer sur un différend survenu entre le chevalier Walter (Gautier) de Rubroec et l'abbaye de Bourbourg, au sujet d'une dîme située à Rubroec, déclarent que cette dîme appartient au monastère.
Il va être beaucoup question de la dîme de Rubrouck dans les années suivantes :
En 1224, « Jean de Bailleul, chevalier, déclare que, forcé par la nécessité, il a, du consentement de Aélis, sa femme, de Beatrix, sa mère, de Thomas et Gérard, ses frères et de ses autres héritiers, vendu à l'église de Watten deux coins (angulos) de la grande et petite dime de Rubrouc, moyennant 30 livres parisis, déclarant qu'au besoin il donne l'équivalent sur sa terre de Bailleul »
« Michel de Bollers, connétable de Flandre, déclare que Béatrix, Marguerite et Mabile, sæurs de Jean de Bailleul, ont reconnu devant lui et devant ledit Jean, chevalier, Gui de Burke, Gérard de Hardifort et Jean d'Erentere, hommes de Jeanne, comtesse de Flandre et de Hainaut, n'avoir aucun droit sur la dîme de Rubrouc, que ledit Jean a aliénée au profit de l'église de Watten, moyennant 40 livres et 100 sols parisis ».
« La même anné, Jeanne, comtesse de Flandre et de Hainaut, déclare que la vente de la dîme de Rubrouc, par Béatrix et Jean de Bailleul, a été faite du consentement de Thomas et Gérard , ses frères et que Jean de Bailleul, pour garantir l'église de Watten contre toute réclamation de la part de sa femme relativement à l'aliénation ».
« En 1247, Pierre, évêque de la Morinie ainsi que Marguerite, comtesse de Flandre et de Hainaut déclare que Pierre et Gérard, fils de Jean de Bailleul ont renoncé à leurs droits sur la dîme vendue à l'église de Watten par leur père et mère ».
« En 1264, l'official de la Morinie déclare que Thierry de Bailleul, chevalier, Agnès, sa femme, Jean Kint et Maroie, sa femme, ont reconnu que Thierry, et Agnès, sa femme, ont donné à l'église de Watten une dime située à Rubrouc, dime qu'ils avaient achetée de Jean Kint et de Maroie, sa femme. La même année Marguerite, comtesse de Flandre et de Hainaut, charge son bailli de Cassel de donner son consentement à la donation faite par Thierry de Bailleul de la dime de Rubrouc, achetée par lui à Jean Kint, avec remise de ses propres droits sur cette dime ».
En 1251, maître Jean de Rubroec, doyen de l'église Sainte-Walburge de Furnes, lègue une rente annuelle de 100 sous, pour permettre à un clerc pauvre de continuer ses études de théologie.
En 1263, Guillaume de Hondschoote, prévôt du chapitre de Sainte-Walburge de Furnes, nomme avec le chapitre, un arbitre chargé de terminer le différend existant entre les habitants de Rubroc (Rubrouck) et l'abbaye de Watten, (rebond de l'ancienne affaire des années 1220 ou lien avec le don de Jean de Rubroec de 1251?).
En 1297, le comte de Flandre Gui de Dampierre est en guerre contre le roi de France Philippe IV le Bel, mais perd la partie. En 1298, Gilles de Haverskerque, seigneur de Watten, qui a suivi le parti du roi est récompensé en recevant de Raoul II de Clermont-Nesle lieutenant du roi, la juridiction et les biens que le comte Guy possédait dans plusieurs villages de Flandre dont Rubrouck, et qui lui ont été confisqués, (confiscation sans doute temporaire).
En 1300, le doyen et trésorier de l'église Sainte-Walburge de Furnes déclare que Marguerite, Élisabeth et Catherine de Rubrouc ont vendu une rente à l'église Saint-Nicolas de Furnes.
Du point de vue religieux, la commune était située dans le diocèse de Thérouanne puis dans le diocèse d'Ypres, doyenné de Cassel.

### Révolution française
Sous la Révolution française, les communes de la Flandre maritime ont opposé une résistance plus ou moins ouverte aux mesures prises par les révolutionnaires, en particulier, sous la Convention nationale, contre la religion. À Rubrouck, contrairement à ce que voulaient les révolutionnaires , l'église n'a jamais été fermée. En revanche, le curé (Pierre-Joseph du Buy) et le vicaire de Rubrouck ont quasiment immédiatement accepté de prêter le serment voulu par la constitution civile du clergé, ce qui dans le contexte de la Flandre française, profondément catholique et conservatrice est resté peu fréquent : dans le diocèse d'Ypres, seuls 5 prêtres (prêtres d'Uxem, Killem, Quaëdypre, Socx, Rubrouck) sur 67 acceptèrent de jurer ce serment. Ayant prêté serment, ils doivent cependant compter avec le travail de sape mené en mars-avril 1791 par un père récollet qui se rend chez de nombreuses personnes du village pour leur affirmer que le curé et le vicaire sont des hérétiques, que l'absolution prononcée par eux n'a aucune valeur, etc..

## Héraldique
| Blason de Rubrouck | Les armes de Rubrouck se blasonnent ainsi : « De gueules au lion d'argent, armé et lampassé d'or. » |

## Politique et administration
Maire de 1802 à 1807 : Rémy Leurs,.

## Population et société

### Démographie

#### Évolution démographique
L'évolution du nombre d'habitants est connue à travers les recensements de la population effectués dans la commune depuis 1793. Pour les communes de moins de 10 000 habitants, une enquête de recensement portant sur toute la population est réalisée tous les cinq ans, les populations de référence des années intermédiaires étant quant à elles estimées par interpolation ou extrapolation. Pour la commune, le premier recensement exhaustif entrant dans le cadre du nouveau dispositif a été réalisé en 2006.

En 2022, la commune comptait 915 habitants, en évolution de −3,07 % par rapport à 2016 (Nord : +0,51 %, France hors Mayotte : +2,11 %).
| 1793  | 1800  | 1806  | 1821  | 1831  | 1836  | 1841  | 1846  | 1851  |
| ----- | ----- | ----- | ----- | ----- | ----- | ----- | ----- | ----- |
| 1 315 | 1 457 | 1 549 | 1 496 | 1 429 | 1 516 | 1 559 | 1 574 | 1 512 |

| 1856  | 1861  | 1866  | 1872  | 1876  | 1881  | 1886  | 1891  | 1896  |
| ----- | ----- | ----- | ----- | ----- | ----- | ----- | ----- | ----- |
| 1 417 | 1 396 | 1 398 | 1 390 | 1 377 | 1 335 | 1 287 | 1 305 | 1 270 |

| 1901  | 1906  | 1911  | 1921  | 1926  | 1931 | 1936 | 1946 | 1954 |
| ----- | ----- | ----- | ----- | ----- | ---- | ---- | ---- | ---- |
| 1 208 | 1 210 | 1 155 | 1 094 | 1 026 | 936  | 913  | 910  | 840  |

| 1962 | 1968 | 1975 | 1982 | 1990 | 1999 | 2006 | 2011 | 2016 |
| ---- | ---- | ---- | ---- | ---- | ---- | ---- | ---- | ---- |
| 812  | 724  | 681  | 674  | 702  | 772  | 882  | 947  | 944  |

| 2021 | 2022 | - | - | - | - | - | - | - |
| ---- | ---- | - | - | - | - | - | - | - |
| 919  | 915  | - | - | - | - | - | - | - |

#### Pyramide des âges
La population de la commune est relativement jeune.
En 2018, le taux de personnes d'un âge inférieur à 30 ans s'élève à 41,0 %, soit au-dessus de la moyenne départementale (39,5 %). À l'inverse, le taux de personnes d'âge supérieur à 60 ans est de 15,9 % la même année, alors qu'il est de 22,5 % au niveau départemental.
En 2018, la commune comptait 469 hommes pour 467 femmes, soit un taux de 50,11 % d'hommes, légèrement supérieur au taux départemental (48,23 %).
Les pyramides des âges de la commune et du département s'établissent comme suit.
| Hommes | Classe d’âge | Femmes |
| ------ | ------------ | ------ |
| 0,4    | 90 ou +      | 0,0    |
| 4,2    | 75-89 ans    | 4,2    |
| 11,0   | 60-74 ans    | 12,1   |
| 21,5   | 45-59 ans    | 20,3   |
| 22,5   | 30-44 ans    | 21,7   |
| 16,7   | 15-29 ans    | 19,9   |
| 23,7   | 0-14 ans     | 21,7   |

| Hommes | Classe d’âge | Femmes |
| ------ | ------------ | ------ |
| 0,5    | 90 ou +      | 1,4    |
| 5,3    | 75-89 ans    | 8,1    |
| 14,8   | 60-74 ans    | 16,2   |
| 19,1   | 45-59 ans    | 18,4   |
| 19,5   | 30-44 ans    | 18,7   |
| 20,7   | 15-29 ans    | 19,1   |
| 20,2   | 0-14 ans     | 18     |

## Culture et patrimoine
Un chemin de randonnée pédestre de 9,9 km, le « Circuit des mares », traverse le village et permet de découvrir la campagne environnante. Il en existe une variante plus courte de 7,1 km.

### Lieux et monuments
Rubrouck est un joli village avec de nombreuses demeures traditionnelles de brique aux alentours de l'église.
- Maison de Guillaume de Rubrouck

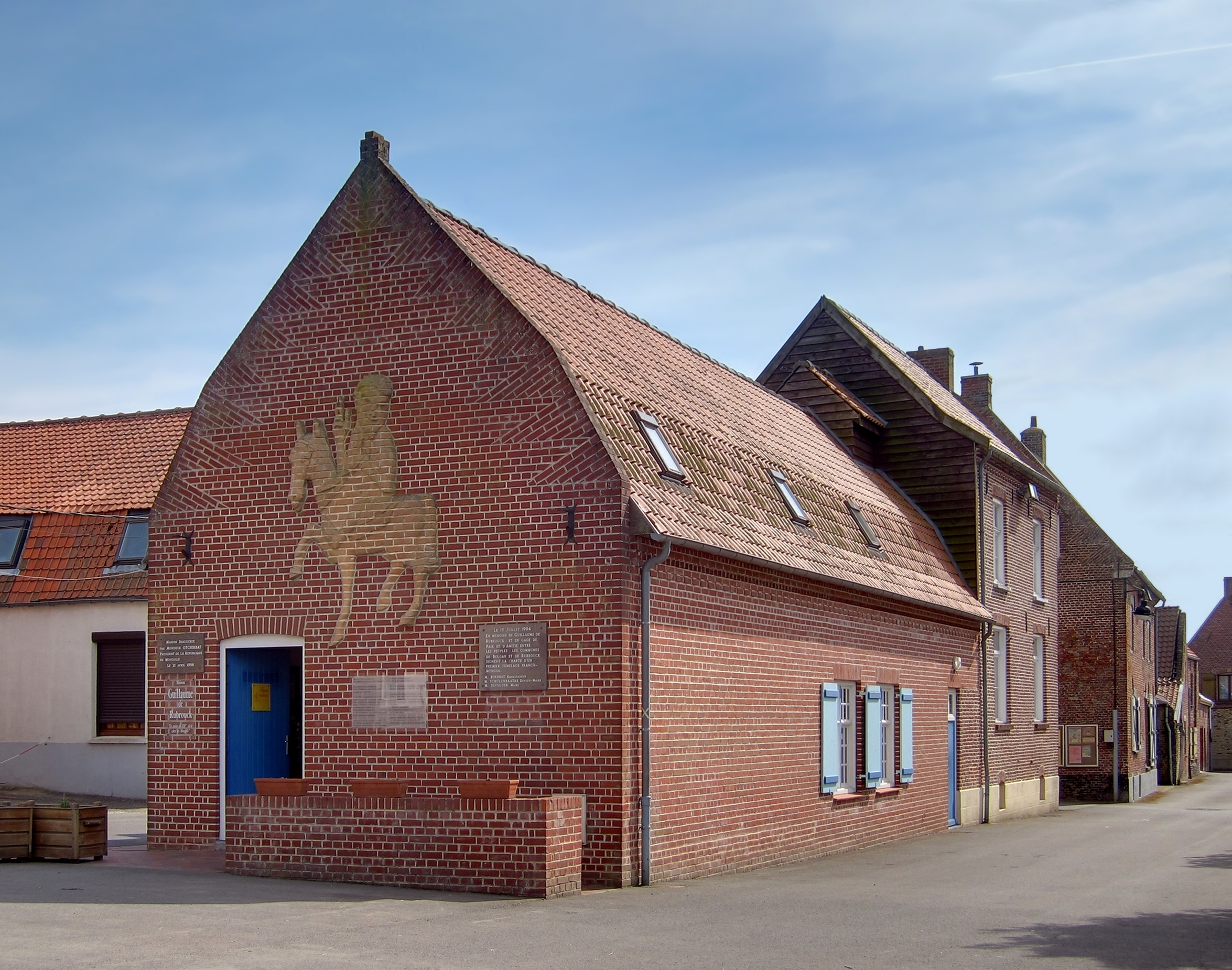
Musée en mémoire de Guillaume de Rubrouck.

Ce petit musée situé à côté de l'église Saint-Sylvestre est consacré à la mémoire de Guillaume de Rubrouck ainsi qu'aux relations entretenues par le village de Rubrouck et la Mongolie. Traditions, culture, artisanat mongols, etc. y sont présentés par de nombreux documents, costumes, objets...
- Église Saint-Sylvestre

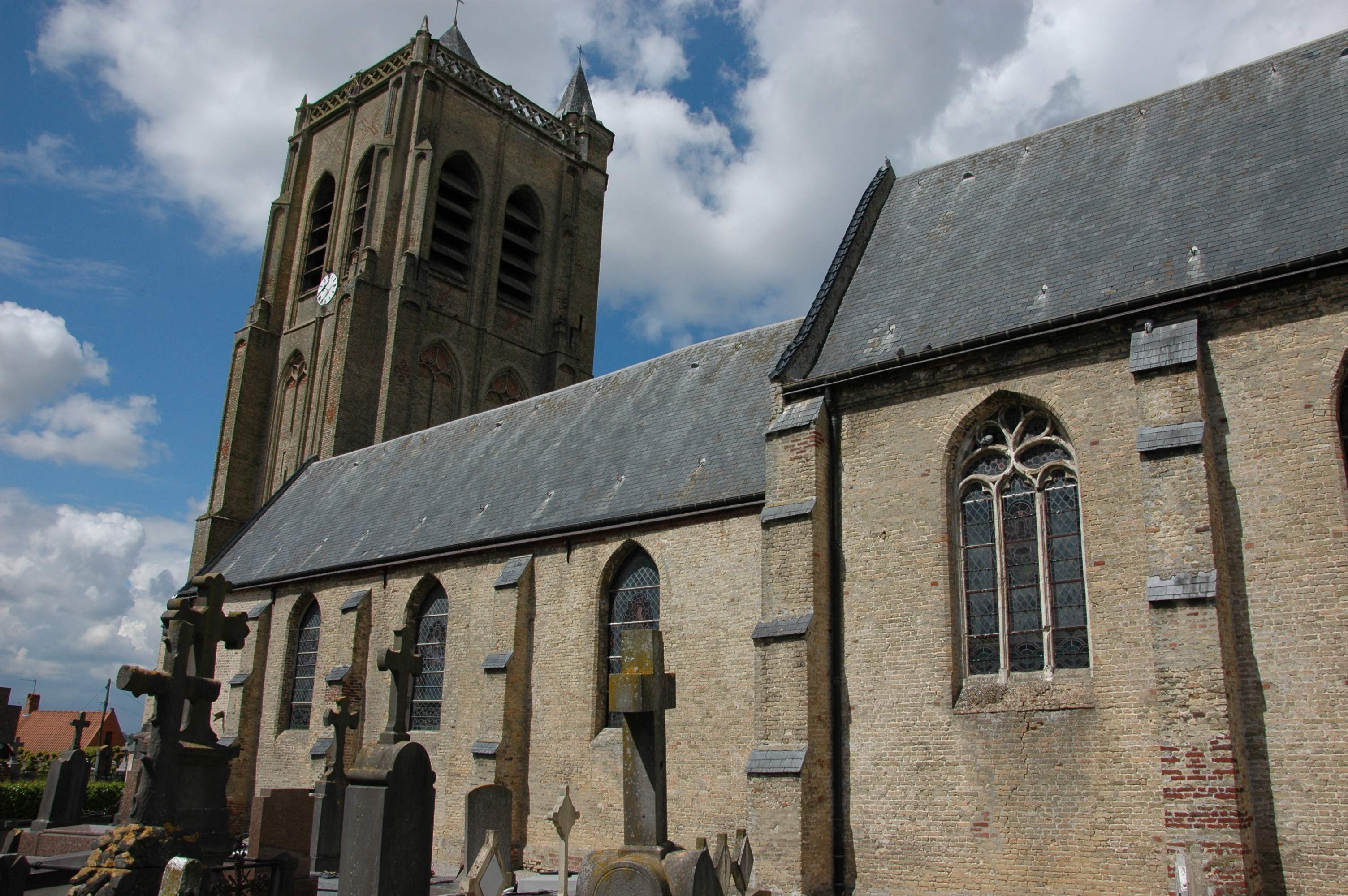
Église Saint-Sylvestre (avril 2009).

Un typique petit cimetière clôturé par des haies entoure l'église Saint-Sylvestre de type " hallekerque " (église-halle) à trois vaisseaux, avec une massive tour de 1532 à l'ouest. Elle abrite un très bel ensemble mobilier : retables du XXIIIe siècle, confessionnaux du XVIIe siècle, chaire de vérité...
- Motte castrale

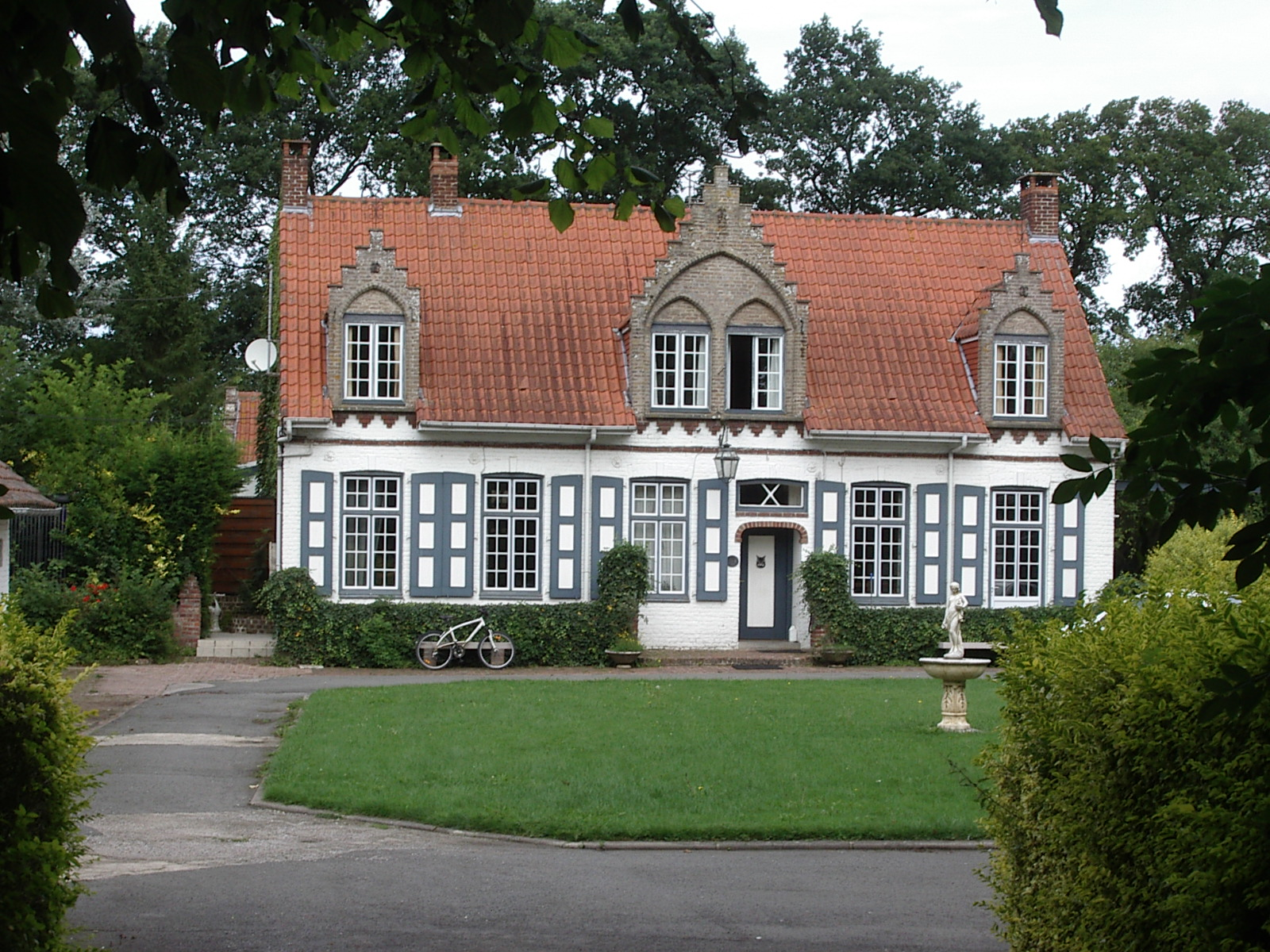
Oude Hofstede (vieille ferme-manoir).

Depuis 2009, Rubrouck fait partie du réseau Village Patrimoine, coordonné par les Pays de Flandre.

## Personnalités liées à la commune
- Guillaume de Rubrouck

## Jumelages
- La commune est jumelée depuis 1994 avec le sum de Bulgan, Khovd Aïmag en Mongolie.

## Pour approfondir